# Taragudo
Taragudo är en kommun i Spanien.   Den ligger i provinsen Provincia de Guadalajara och regionen Kastilien-La Mancha, i den centrala delen av landet, 70 km nordost om huvudstaden Madrid. Arean är 6,0 kvadratkilometer. Taragudo gränsar till Alarilla.
Terrängen i Taragudo är platt.